# Jack Hylton
Jack Hylton (2 de julio de 1892 – 29 de enero de 1965) fue un líder de banda y empresario teatral de nacionalidad británica.

## Biografía
Nacido en Bolton, Inglaterra, su verdadero nombre era John Greenhalgh Hilton. Su padre, George Hilton, dedicado al trabajo en el algodón, era cantante aficionado en el local Labour Club, y Hylton aprendió a tocar el piano acompañándole en escena. Cuando su padre compró un pub en el cercano Little Lever, Hylton cantaba para los clientes, siendo conocido como el "Singing Mill-Boy". Además, tocaba como pianista sustituto en varias bandas musicales.
En su carrera inicial se trasladó a Londres para actuar como pianista en el club 400 y tocar con la Stroud Haxton Band. Durante la Primera Guerra Mundial fue director de la banda del Regimiento de Caballería 20th Hussars y director de la Army Entertainment Division. Tras la guerra tocó con la Queen's Dance Orchestra para la cual hizo arreglos de canciones de fama que posteriormente grababa con la etiqueta 'Directed by Jack Hylton'. 
A partir de 1923 formó su propia banda con su nombre, grabando con el nuevo estilo de música de jazz bailable americana. Hylton se convirtió en un respetado líder de banda con una apretada agenda. Su banda, más adelante convertida en orquesta, viajó por América y Europa en los años cuarenta, hasta que hubo de disolverse como consecuencia de la Segunda Guerra Mundial. Además llegó a director y principal accionista del nuevo sello Decca Records.
En este momento de su trayectoria se hizo empresario teatral, dedicándose a apoyar a nuevos artistas, así como a la producción para la radio, el cine y el teatro, de shows de géneros tan dispares como podían ser el circo o el ballet. Sus producciones dominaban los teatros londinenses, con obras como La viuda alegre, Kiss Me Kate y Kismet. 
Contratado para trabajar  para Independent Television (ITV), fundó la compañía Jack Hylton Television Productions Ltd para producir programas de entretenimiento ligero pensados exclusivamente para esa compañía. Además, cumplía con un primer papel en la organización de varias Royal Command Performances, a la vez que seguía produciendo shows teatrales, siendo el último "Camelot" en 1965. Hylton ayudó a desarrollar las carreras de muchos artistas de fama, entre ellos Shirley Bassey, Maurice Chevalier, Eric Morecambe, Ernie Wise, Arthur Askey, The Crazy Gang, George Formby, Jr. y Liberace.
Hylton se casó en dos ocasiones. La primera vez, en 1922, con la líder de banda Ennis Parkes, y la segunda, en 1963, con la modelo y reina de la belleza australiana Beverley Prowse (1932–2000). Tuvo un hijo, Jack (nacido en 1947), con Pat Taylor, una cantante y actriz, y dos hijas, Frederika (1932) y Georgina (1938), con la modelo Frederika Kogler ("Fifi").
El 26 de enero de 1965 Hylton ingresó en la London Clinic aquejando dolores estomacales y torácicos. Falleció tres días más tarde, el 29 de enero, a causa de un infarto agudo de miocardio. Tenía 72 años de edad. Sus restos fueron incinerados y depositados en el Crematorio de Golders Green en Londres.